# Ismail Petra

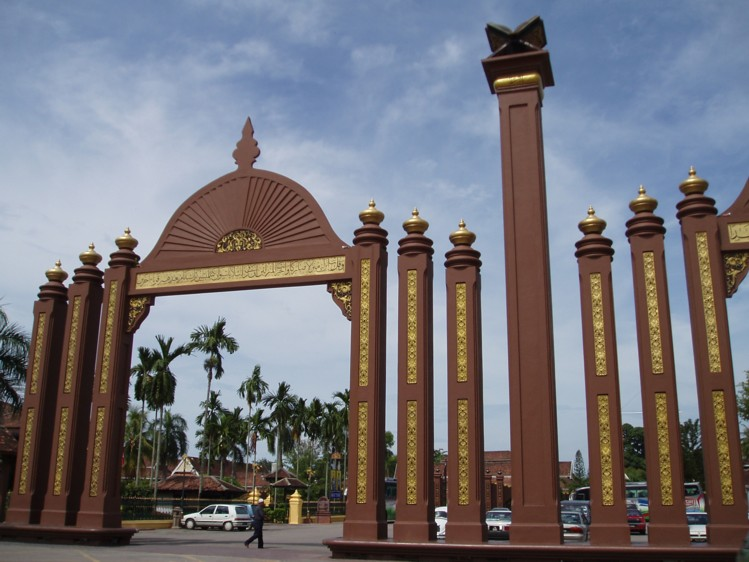
Sultan Ismail Petra Arch, Kota Bharu.

Sultan Ismail Petra Ibni Al-Marhum Sultan Yahya Petra (Jawi سلطان إسماعيل ڤيترا ابن المرحوم سلطان يحيى ڤيترا; * 11. November 1949 in Kota Bharu, Kelantan, Unfederated Malay States; † 28. September 2019) war Sultan von Kelantan, Malaysia vom 30. März 1979 bis zum 13. September 2010. Krankheitsbedingt wurde er 2010 von seinem Sohn abgelöst, Tengku Muhammad Faris Petra, der zum Sultan Muhammad V. ausgerufen wurde.

## Leben
Sein Vater war Sultan Yahya Petra und seine Mutter ist Tengku Zainab.

### Thronfolgekrise
Im Mai 2009 erlitt Ismail Petra einen schweren Schlaganfall. Er wurde im Mount Elizabeth Hospital in Singapur behandelt. In seiner Abwesenheit wurde Faris am 25. Mai zum Regenten ernannt.
Am 13. September 2010 wurde Muhammad Faris Petra gemäß der Staatsverfassung zum 29. Sultan von Kelantan proklamiert. Er nahm den Herrschernamen Muhammad V. an. Sein Vater und Vorgänger, Sultan Ismail Petra, wandte sich jedoch an das Bundesgericht, um seine Ernennung als verfassungswidrig erklären zu lassen.
Am 16. September 2009 entließ Faris seinen jüngeren Bruder, Tengku Muhammad Fakhry Petra, aus dem Thronfolgerat, der die Nachfolge im Fall einer permanenten Regierungsunfähigkeit des Sultans regelt.
Fakhry klagte im Dezember gerichtlich gegen seine Entlassung und bat das Staatssekretariat in einem Brief, es möge alle Handlungen und Entscheidungen des Regenten seit der Erkrankung des Sultans rückgängig machen. Im Januar 2010 lehnte das Hohe Gericht Fakhrys Klage ab.
In einem anderen Streitfall „erklärte“ der Privatsekretär Sultan Ismail Petras den Vorsitzenden des Thronfolgerats, Tengku Abdul Aziz Tengku Mohd Hamzah, zum Regenten. Diese Ernennung wurde durch Faris vor Gericht angefochten.

## Ehen und Kinder
Ismail Petra war verheiratet mit Tengku Anis Binti Tengku Abdul Hamid, mit der er vier Kinder hatte:
- Tengku Muhammad Faris Petra (Muhammad V.)
- Tengku Muhammad Faiz Petra
- Tengku Muhammad Fakhry Petra
- Tengku Amalin A'Ishah Putri

Ismail Petra heiratete erneut am 23. Dezember 2007 (Che Puan Elia Suhana binti Ahmad).
Es wurde berichtet, dass Ismail Petra am 9. März 2010 beim Syariah High Court die Scheidung eingereicht habe. Bald darauf meldete jedoch der Chief Registrar des Gerichts, Abu Bakar Abdullah Kutty, dass der Sultan dieses Gesuch nicht selbst eingereicht habe, sondern ein anderer in seinem Namen gehandelt habe.

## Ehrungen
(Quelle:)

### Kelantan
- Recipient and Grand Master of the Royal Family Order of Kelantan (DK)
- Knight Grand Commander and Grand Master of the Order of the Crown of Kelantan (SPMK)
- Knight Grand Commander and Grand Master of the Order of the Life of the Crown of Kelantan (SJMK)
- Knight Grand Commander and Grand Master of the Order of the Loyalty to the Crown of Kelantan (SPSK)
- Founding Grand Master of the Order of the Noble Crown of Kelantan (SPKK)
- Grand Master of the Order of the Most Distinguished and Most Valiant Warrior (PYGP)

### Malaysia
- Malaysia:
  -  Recipient of the Order of the Crown of the Realm (DMN)
  -  Grand Commander of the Order of the Defender of the Realm  (SMN, 25. Februar 1959)
- Johor:
  -  First Class of the Royal Family Order of Johor (DK I)
- Kedah:
  -  Member of the Royal Family Order of Kedah (DK)
- Negeri Sembilan:
  -  Member of the Royal Family Order of Negeri Sembilan (DKNS)
- Perak:
  -  Recipient of the Royal Family Order of Perak (DK)
- Perlis:
  -  Recipient of the Perlis Family Order of the Gallant Prince Syed Putra Jamalullail (DK)
- Selangor:
  -  First Class of the Royal Family Order of Selangor (DK I, 13. November 1988)
- Terengganu:
  -  Member first class of the Family Order of Terengganu (DK I)
- Sarawak:
  -  Knight Grand Commander (Datuk Patinggi) of the Order of the Star of Hornbill Sarawak  (DP)
  - Darjah Paduka Seri Sarawak (DPSS)

### Ausländische Ehrungen
- Brunei Brunei:
  -  Recipient of Royal Family Order of the Crown of Brunei (DKMB)